# Walter Staffa
Walter Staffa (* 7. September 1917 in Kremsier, Mähren; † 18. November 2011) war ein deutscher Arzt, Rechtsextremist, Funktionär in verschiedenen Heimatvertriebenen-Organisationen und Kommunalpolitiker in Nürtingen sowie im Landkreis Esslingen. Er war Mitglied des Bundesvorstandes der Sudetendeutschen Landsmannschaft, des Sudetendeutschen Rats sowie von 1990 bis 1996 Bundesvorsitzender des Witikobundes. Außerdem war er als Vorsitzender des Deutschen Seminars und Vorstandsmitglied der Deutschen Studiengemeinschaft (DSG), Funktionär in rechtsextremen Netzwerken und Autor in den  geschichtsrevisionistischen Vierteljahresheften Deutschland in Geschichte und Gegenwart des Grabert Verlages.

## Leben
Staffa besuchte in Olmütz in der Tschechoslowakei das Deutsche Staats-Real-Gymnasium und machte dort 1936 sein Abitur. Nach eigenen Angaben war er in verschiedenen Organisationen der Sudetendeutschen tätig, unter anderem im von Konrad Henlein geleiteten Deutschen Turnverband in der Tschechoslowakei und im Sudetendeutschen Wandervogel. In der Folge begann er ein Medizinstudium in Prag. Er gibt an, dort „wegen seines Engagements für die sudetendeutsche Sache verhaftet worden“ zu sein. Nach der Zerschlagung der Tschechoslowakei durch die Nationalsozialisten diente er in der Wehrmacht, unter anderem als Stabsarzt, und wurde mehrfach verwundet.
Am 9. Januar 1946 wurde er aus dem Lager Hradecna, Sternberk, in das Internierungslager Hodolany bei Olomouc eingeliefert. Es gelang ihm nach eigenen Angaben, einen Schein zu fälschen und so in einem Vertriebenentransport am 29. Oktober 1946 nach Nürtingen zu gelangen. In Nürtingen war Staffa danach als Allgemeinarzt tätig.
Walter Staffa begann sich in einem „Hilfsverband für die Neubürger im Landkreis Nürtingen“ zu engagieren – unter den „Neubürgern“ waren sudetendeutsche Flüchtlinge zu verstehen. Er gründete und leitete in den folgenden Jahren bis zu seinem Tod zahlreiche Vertriebenenorganisationen und Gruppen in deren Umfeld; nicht selten waren diese im rechtsextremen Spektrum zu verorten oder wurden vom Verfassungsschutz beobachtet. Ferner war er lange Jahre Kommunalpolitiker im Nürtinger Gemeinderat sowie im Esslinger Kreistag.
Seine kommunalpolitische Karriere umfasst 37 Jahre im Nürtinger Gemeinderat und 30 Jahre im Kreistag Esslingen. 1959 gelang es ihm erstmals, in den Gemeinderat gewählt zu werden, nämlich für die „Freie Wählergemeinschaft der vertriebenen und geschädigten Deutschen“. Ab 1965 vertrat er die „Wählervereinigung der Heimatvertriebenen und Flüchtlinge“, ab 1971 die „Wählergemeinschaft Unabhängiger Bürger“. Ab 1980 war er auch Abgeordneter der „Unabhängigen freien Bürger“ im Esslinger Kreistag. 1996 zog sich Walter Staffa aus der Kommunalpolitik zurück.

## Politische Positionen
Zentral war seine geschichtsrevisionistische Tätigkeit. So hielt Staffa in öffentlich verbreiteten Texten das Münchner Abkommen für völkerrechtlich gültig und verlangte Wiedergutmachung für die Sudetendeutschen. Er verglich die Rolle der Sudetendeutschen in der Tschechoslowakei mit der der Juden in Nazideutschland. Er vertrat die Auffassung, dass nach Kriegsende eine „noch gesteigerte propagandistische Beeinflussung unseres Volkes“ bestünde, sprach von „intellektuell raffinierten Fremdeinflüssen“ bei deutschen Politikern.
In einem Witikobrief schrieb er: „Ein halbes Jahrhundert nach Kriegsende und Vertreibung stellen die veröffentlichte Meinung und ein Großteil der von linksradikalen Ideologen beherrschten Politik Deutschland und das deutsche Volk einseitig und wahrheitswidrig unter die Last der Alleinschuld an den in diesem Jahrhundert begangenen Verbrechen gegen die Menschlichkeit.“
In den geschichtsrevisionistischen Vierteljahresheften Deutschland in Geschichte und Gegenwart der rechtsextremen Verlagsgemeinschaft „Grabert-Hohenrain“ war Walter Staffa als bedeutender Autor zu finden. „Deutschland in Geschichte und Gegenwart“ bemüht sich regelmäßig um eine stark verharmlosende Darstellung der nationalsozialistischen Vergangenheit und der deutschen Kriegsschuld. Nach Einschätzung der Bundeszentrale für politische Bildung enthält sie Artikel zu zeitgeschichtlichen Themen aus revisionistischer Sicht. In seinen „Gedanken zur Lage“ sprach Staffa 1995 von einer „Lügenpropaganda der Sieger“. Neben derartigen Äußerungen fiel Staffa auch durch völkisch-nationalistische Aktivitäten auf. So gehörte er zu den Initiatoren eines Aufrufs „Die Identität des deutschen Volkes“, der sich gegen Einwanderung nach Deutschland, „lebenswidrige Gemeinschaften“ (gemeint sind unter anderem homosexuelle Lebenspartnerschaften) und die Abtreibung „ungeborener gesunder Kinder“ richtete, da all dies das deutsche Volk zerstöre: „Das Deutsche Volk“ sei „in seinem biologisch-ethnischen Bestand und seiner kulturellen Identität auf das schwerste bedroht“.
Im Jahr 2000 veröffentlichte Staffa einen Beitrag in dem Buch „Der Vertreibungsholocaust“. Der Titel allein ist gemäß Bundesverfassungsschutz bereits als gesteigerter „sekundärer Antisemitismus“ zu werten. In dieser und in anderen Publikationen setzte Staffa Gräueltaten an Sudetendeutschen den Verbrechen der Nationalsozialisten gleich oder in ihrer Schwere darüber. Das Buch erschien im Deutsche-Stimme-Verlag der Nationaldemokratischen Partei Deutschlands (NPD). Staffa publizierte auch in anderen rechtsextremen Verlagen.

## Verbindungen zu rechtsextremen Personen und rechtsextremen Organisationen
Staffa war aktives Mitglied in mehreren vom Verfassungsschutz beobachteten, als rechtsextremistisch eingestuften Organisationen, oft besetzt er Vorstandsfunktionen.
Im „Witikobund“ mit Sitz in München, in dem rechtsextreme Bestrebungen festgestellt wurden und der bereits bis 1961 vom Innenministerium als rechtsextrem eingestuft war, begründete er 1960 den „Staatspolitischen Arbeitskreis“, 1964 einen „Nürtinger Aussprachekreis“ und 1970 das „Deutsche Seminar“, dessen stellvertretender Vorsitzender er sogleich wurde. Mit Verlegung dessen Sitzes nach Nürtingen firmierte er als dessen Vorsitzender. Über das „Deutsche Seminar“ organisierte Staffa Vorträge hauptsächlich rechtsextremer Referenten. 1997 gründete er mit den Rechtsextremen Karl Bassler und Rolf Kosiek im Nürtinger Haus der Heimat einen Aktionskreis des Witikobundes. Später arbeitete er in der „Deutschen Studiengemeinschaft“ mit (Sitz: Leonberg). Seit 2000 war er Vorstandsmitglied der „Deutschen Studiengemeinschaft“, die im selben Jahr von bekannten Rechtsextremisten gegründet wurde. Insbesondere mit Rolf Kosiek, ebenfalls Nürtinger, bestand eine enge Zusammenarbeit.
Am 14. Januar 2007 war Walter Staffa im Gespräch mit Bernd Kallina bei der Münchener Burschenschaft Danubia zu Gast.
Über die rechtsextremen Gruppierungen betrieb Walter Staffa „massive Einflussnahme auf die tatsächliche Politik“ der „Sudetendeutschen Landsmannschaft“.
So sollte „das ehemalige Sudetenland 'heim ins Reich' geholt werden, beziehungsweise die Wiederherstellung der deutschen Grenzen von 1939“ betrieben werden. Zu Walter Staffas These „Das grausame Geschehen einer Vertreibung kann eines Tages die Vertreiber selbst treffen“ bemerkte das jüdische Online-Magazin haGalil: „Gleichsam wird die Vernichtung der europäischen Juden relativiert, indem die 'Vertreibung' der Sudetendeutschen zu 'einem der einmalig furchtbaren und auf keinen Fall wie auch immer hinzunehmenden Grossverbrechen dieses Jahrhunderts' erklärt wird.“
Seine zahlreichen Funktionen und Tätigkeiten in rechtsextremen Zirkeln durchdrangen auch seine kommunalpolitischen Aktivitäten: Das „Deutsche Seminar“, der „Staatspolitische Arbeitskreis“, der „Aktionskreis“, der „Witikobund“ und die „Deutsche Studiengemeinschaft“ versuchen satzungsgemäß Einfluss auf konservative bis rechte Politik und Verlautbarungen zu nehmen, „den Meinungsbildungsprozess zu unterstützen“ (DSG), was sie intern als „Kampf um die Köpfe“ bezeichnen.
Die Deutsche Gildenschaft führte Staffa als Mitglied.

## Ehrungen
- Bundesverdienstkreuz am Bande (1984, übergeben im Nürtinger Rathaus wegen langjähriger Tätigkeit im Ehrenamt, u. a. als Kommunalpolitiker)
- Ehrenbrief der Sudetendeutschen Landsmannschaft 2004
- Ehrenvorsitzender der Deutschen Jugend des Ostens, heute djo – Deutsche Jugend in Europa (DJO)
- Ehrenvorsitzender des Landesverbandes Baden-Württemberg des Witikobundes[12]
- Ehrennadel der Stadt Nürtingen (2008, wegen langjähriger Tätigkeit im Ehrenamt, v. a. als Kommunalpolitiker)

## Werk (Auswahl)
Aufsätze:
- Walter Staffa, in: Rolf-Josef Eibicht/Anne Hipp (Hrsg.): Der Vertreibungsholocaust; Deutsche Stimme Verlag", Riesa 2000
- Walter Staffa, in: Rolf-Josef Eibicht (Hrsg.): „Die Sudetendeutschen und ihre Heimat. Erbe – Auftrag – Ziel. Zur Diskussion um Rückkehr und Wiedergutmachung“ (Gesamtdeutscher Verlag 1991)
- Walter Staffa, in: Horst Löffler (Hrsg.): „Sudetendeutsche: Zur Zukunft unfähig? Gedanken, Meinungen und Vorschläge zur Diskussion gestellt“; 1997
- Walter Staffa: „Grenzen, Minderheiten, Vertreibungen – Gedanken zu einer europäischen Neuordnung“, in: Hans-Helmuth Knütter (Hrsg.): „Europa ja – aber was wird aus Deutschland?“, Grabert Verlag, Tübingen 1998
- Walter Staffa, in: Der Witikobund – eine nationale Gesinnungsgemeinschaft"; (Verlagsgesellschaft Berg).
- Walter Staffa: Geleitwort zu: Horst Rudolf Übelacker: „Die Zukunft Europas und das Sudetenland – Beiträge aus gesamtdeutscher Sicht zu Fragen des Rechts und der Politik“
- Walter Staffa, in: „Die Tschechoslowakei. Das Ende einer Fehlkonstruktion“ (Reihe Deutsche Geschichte, Verlagsgesellschaft Berg).
- Walter Staffa: „Der Witikobund – eine nationale Gesinnungsgemeinschaft“, in: Sonderheft „Die sudetendeutsche Frage“ der Zeitschrift „Europa – Nationaleuropäisches Forum“ (Heft 3/1989).

Monografien
- Walter Staffa: „Heimat zwischen Oder und Mohra“, 68 S.
- Walter Staffa: „Mein Weg durch das 20. Jahrhundert“, Kröning: Whitebooks-Verlag 2004
- Walter Staffa: „Gesund alt werden“, Kröning: Whitebooks-Verlag 2004
- Walter Staffa: „Jugendbewegung“, Kröning: Whitebooks-Verlag 2004
- Walter Staffa: „Kommunalpolitik“, Kröning: Whitebooks-Verlag 2004
- Walter Staffa: „Macht vor Recht“, Kröning: Whitebooks-Verlag 2004